# Araneus tengxianensis
Araneus tengxianensis là một loài nhện trong họ Araneidae.
Loài này thuộc chi Araneus. Araneus tengxianensis được miêu tả năm 1994 bởi Zhu & Zhang.